# Mondrepuis
Mondrepuis es una comuna francesa situada en el departamento de Aisne, de la región de Alta Francia.

## Geografía
Está ubicada a 18 km al norte de Vervins.

## Demografía
| 1 120 | 1 121 | 1 005 | 972 | 1 006 | 941 | 1 008 | 1 022 |
| Para los censos de 1962 a 1999 la población legal corresponde a la población sin duplicidades (Fuente: INSEE [Consultar]) |       |       |     |       |     |       |       |